# Дарданија (римска провинција)
Дарданија (лат. Dardania) је била једна од провинција Римског царства у 3. и 4. веку.

## Историја
Пре римског освајања, Дарданија је била независна краљевина. Завладавши овим подручјем, Римљани су простор Дарданије укључили у провинцију Мезију, а потом у провинцију Дакију. Посебна провинција Дарданија формирана је 284. године, у време цара Диоклецијана, а за престоницу нове провинције је одређен град Наисус (данашњи Ниш). Источни делови провинције (укључујући и Наисус) су касније издвојени из Дарданије и прикључени Медитеранској Дакији. Провинција је била део Римског царства, све до његове поделе 395. године, када је припала Источном римском царству (Византији), у оквиру којег ће наставити да постоји све до насељавања Словена на Балкан.